# Sepiella cyanea
Sepiella cyanea е вид главоного от семейство Sepiidae.

## Разпространение
Видът е разпространен в Мадагаскар, Мозамбик и Южна Африка (Източен Кейп и Квазулу-Натал).